# Tal Memorial

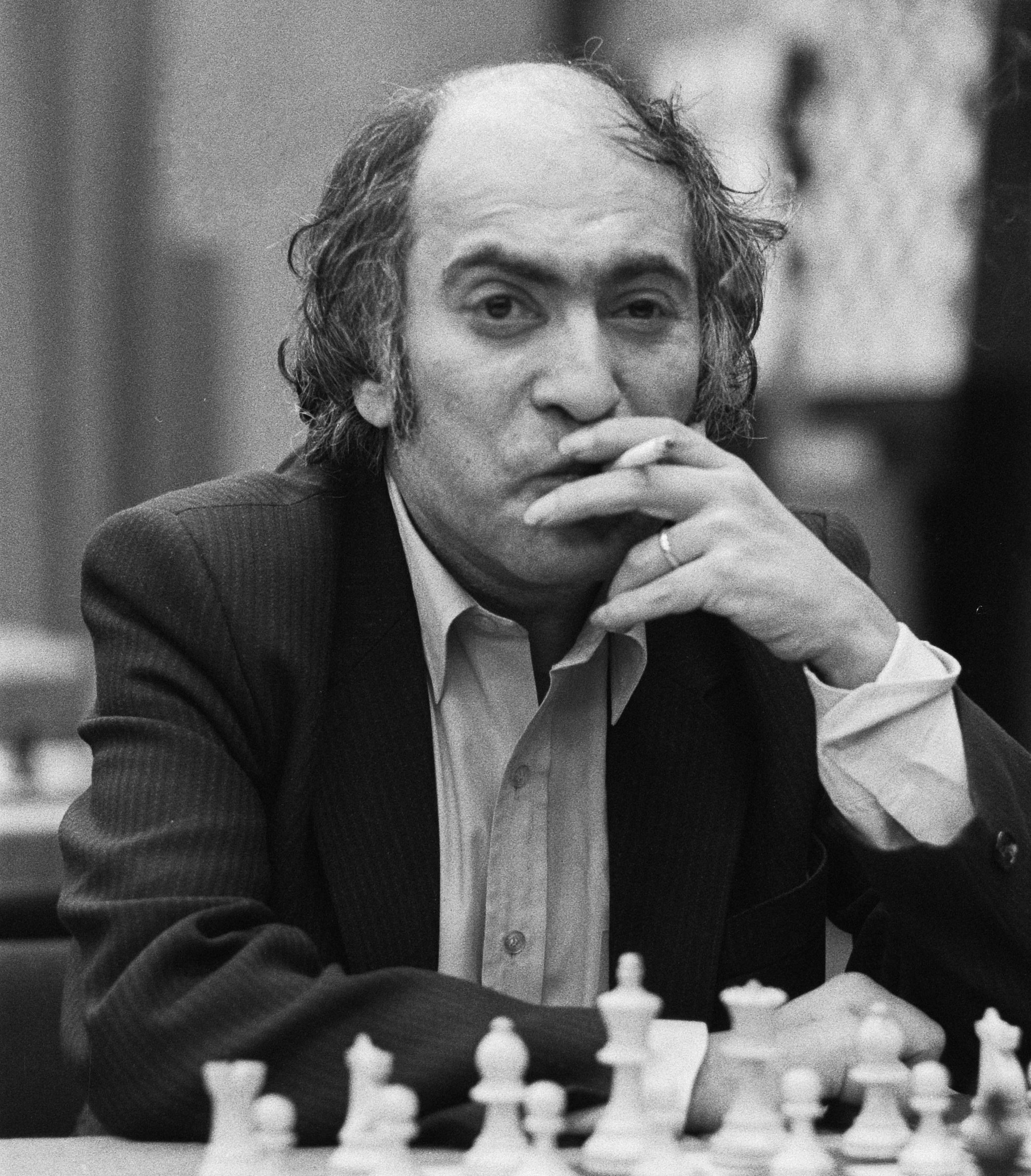
Michail Tal, 1982

Das Tal Memorial war ein Schachturnier, das von 2006 bis 2018 zu Ehren von Michail Tal in Moskau ausgetragen wurde. Ab 2011 erreichten die Turniere jeweils die Kategorie 21, damit zählten sie zu den bestbesetzten Turnieren überhaupt.

## Turniermodus
Es spielten jeweils zehn eingeladene Großmeister in einem einrundigen Rundenturnier, anfangs  mit klassischer Bedenkzeitregelung (100 Minuten für 40 Züge, 50 Minuten für die folgenden 20 Züge und 15 Minuten für den Rest der Partie, plus 30 Sekunden pro Zug ab Partiebeginn). Remisangebote vor dem 41. Zug waren nicht erlaubt, trotzdem endeten 2013 etliche Partien vor dem 40. Zug mit einem Remis (durch Zugwiederholung).
2013 betrug das Preisgeld insgesamt 100.000 Euro, davon 30.000 für den Turniersieger. Im Jahr 2014 wurde das Tal Memorial als Blitzschachturnier in Sotschi durchgeführt. Im September 2016 fand das zehnte Tal Memorial (mit klassischer Bedenkzeit) statt. Das 11. Tal Memorial fand vom 2. bis 5. März 2018 statt. Zunächst spielten zehn eingeladene Großmeister ein Schnellschachturnier (25 Minuten Bedenkzeit plus 10 Sekunden pro Zug). Anschließend wurde ein Blitzturnier gespielt, an dem vier weitere Spieler teilnahmen.

## Gewinner
| Jahr         | Turniersieger                                      | Punkte |
| ------------ | -------------------------------------------------- | ------ |
| 2006         | Lewon Aronjan Péter Lékó Ruslan Ponomarjow         | 5,5    |
| 2007         | Wladimir Kramnik                                   | 6,5    |
| 2008         | Wassyl Iwantschuk                                  | 6      |
| 2009         | Wladimir Kramnik                                   | 6      |
| 2010         | Lewon Aronjan Sergei Karjakin Şəhriyar Məmmədyarov | 5,5    |
| 2011         | Magnus Carlsen Lewon Aronjan                       | 5,5    |
| 2012         | Magnus Carlsen                                     | 5,5    |
| 2013         | Boris Gelfand                                      | 6      |
| 2014 (Blitz) | Şəhriyar Məmmədyarov                               | 16     |
| 2016         | Jan Nepomnjaschtschi                               | 6      |
| 2018 (Rapid) | Viswanathan Anand                                  | 6      |
| 2018 (Blitz) | Sergei Karjakin                                    | 10     |